# Henrike Willinger
Henrike Willinger (* vor 1949) ist eine ehemalige österreichische Tischtennis-Nationalspielerin. Sie gehörte in den 1960er Jahren zu den besten Spielerinnen Österreichs.

## Werdegang
Henrike Willinger spielte beim Verein Polizei SV Wien. Von 1962 bis 1967 gewann sie viermal die österreichische Meisterschaft im Einzel, zunächst von 1962 bis 1964 dreimal in Folge, danach noch einmal 1967. Dazu kommen mehrere vordere Platzierungen:
- 1962: Sieg im Doppel mit Elisabeth Willinger
- 1964: Sieg im Doppel mit Elisabeth Willinger, Platz 2 im Mixed mit Conrad Köllner
- 1965: Platz 2 im Einzel, Platz 2 im Doppel mit Elisabeth Willinger
- 1966: Platz 2 im Einzel, Sieg im Doppel mit Elisabeth Willinger
- 1967: Sieg im Doppel mit Elisabeth Willinger

Henrike Willinger nahm an den Weltmeisterschaften 1963 und 1965 teil. Dabei kam sie niemals in die Nähe von Medaillenrängen. Bis 1971 wurde sie 30-mal für die Nationalmannschaft nominiert.
Auch Henrike Willingers Schwester Elisabeth war eine Nationalspielerin und fünfmalige österreichische Meisterin im Einzel.
Vor 1971 heiratete Henrike Willinger und trat danach unter dem Namen Henrike Ferencsin auf. Sie spielte noch bei den Vereinen SV Schwechat und SVS Niederösterreich (2009).

## Turnierergebnisse
| Verband | Veranstaltung     | Jahr | Ort       | Land | Einzel    | Doppel    | Mixed      | Team |
| ------- | ----------------- | ---- | --------- | ---- | --------- | --------- | ---------- | ---- |
| AUT     | Weltmeisterschaft | 1965 | Ljubljana | YUG  | Qual      | letzte 32 | Qual?      | 18   |
| AUT     | Weltmeisterschaft | 1963 | Prag      | TCH  | letzte 64 | letzte 64 | letzte 128 | 13   |